# Allegra Lapi
Allegra Lapi (8 de setembro de 1985) é uma jogadora de polo aquático italiana.

## Carreira
Allegra Lapi integrou o elenco da Seleção Italiana de Polo Aquático Feminino em Londres 2012, que foi sétima colocada.